# Jacques Aubuchon
Jacques Aubuchon (Fitchburg, 30 ottobre 1924 – Woodland Hills, 28 dicembre 1991) è stato un attore statunitense.
Ha recitato in 17 film dal 1953 al 1989 ed è apparso in oltre cento produzioni televisive dal 1953 al 1984. Fu accreditato anche con i nomi Jac Aubuchon e Jaques Aubuchon.

## Biografia
Jacques Aubuchon nacque a Fitchburg, in Massachusetts, il 30 ottobre 1924. Iniziò a lavorare come attore in teatro e fece parte di diverse produzioni a Broadway. Fece il suo debutto al cinema e in televisione nel 1953.
Per la TV vanta una lunga serie di partecipazioni a serie televisive. Interpretò tra gli altri, Magwitch in un doppio episodio della serie Robert Montgomery Presents nel 1954 e il capo dei nativi Pali Urulu in sette episodi della serie Un equipaggio tutto matto dal 1962 al 1964. Inanellò molte altre partecipazioni dagli anni cinquanta agli anni ottanta in veste di guest star o di interprete di perlopiù minori in numerosi episodi e spesso interpretando più personaggi per serie. Si possono altresì citare tre episodi di Man Against Crime, tre episodi di Studio One, due episodi di Sugarfoot, due episodi di Indirizzo permanente, due episodi di Laredo, due episodi di Tarzan, quattro episodi di Gunsmoke e quattro episodi di Gunsmoke.
Per il cinema ha interpretato, tra gli altri, August Hempel in Solo per te ho vissuto del 1953, Demetrios Sofotes in Tempeste sotto i mari del 1953, Volov in Operation Manhunt del 1954, Nerone in Il calice d'argento del 1954, Miguel Collada in I falsari di Cuba del 1957, Clem Williams in La strada dell'oro del 1957, Sam Winscott in L'arma della gloria del 1957, Bahrwell in Scorciatoia per l'inferno del 1957, Carl Kogan in Il contrabbandiere del 1958, Stefano in Geremia, cane e spia del 1959, Jacques Pleschette in Twenty Plus Two del 1961, Papa Ponchon, il padre di Giselle, in Monsieur Cognac del 1964, Dimitri in McHale's Navy Joins the Air Force del 1965, Carter Fenton in The Love God? del 1969, il capitano Belkins in The Hoax del 1972 e il senzatetto per il suo ultimo ruolo cinematografico in Mergers & Acquisitions del 1989.
L'ultimo suo ruolo per la televisione fu quello di Clinton Rudd per la serie Autostop per il cielo interpretato nell'episodio Hotel of Dreams trasmesso il 12 dicembre 1984. Morì a Woodland Hills, in California, il 28 dicembre 1991.

## Filmografia

### Cinema
- Solo per te ho vissuto (So Big), regia di Robert Wise (1953)
- Tempeste sotto i mari (Beneath the 12-Mile Reef), regia di Robert D. Webb (1953)
- Operation Manhunt, regia di Jack Alexander (1954)
- Il calice d'argento (The Silver Chalice), regia di Victor Saville (1954)
- L'ora scarlatta (The Scarlet Hour), regia di Michael Curtiz (1956)
- I falsari di Cuba (The Big Boodle), regia di Richard Wilson (1957)
- La strada dell'oro (The Way to the Gold), regia di Robert D. Webb (1957)
- L'arma della gloria (Gun Glory), regia di Roy Rowland (1957)
- Scorciatoia per l'inferno (Short Cut to Hell), regia di James Cagney (1957)
- Il contrabbandiere (Thunder Road), regia di Arthur Ripley (1958)
- Geremia, cane e spia (The Shaggy Dog), regia di Charles Barton (1959)
- Twenty Plus Two, regia di Joseph M. Newman (1961)
- Monsieur Cognac (Wild and Wonderful), regia di Michael Anderson (1964)
- McHale's Navy Joins the Air Force, regia di Edward Montagne (1965)
- The Love God?, regia di Nat Hiken (1969)
- The Hoax, regia di Robert Anderson (1972)
- Mergers & Acquisitions, regia di Remi Aubuchon (1989) - cortometraggio

### Televisione
- Mister Peepers – serie TV, un episodio (1953)
- Lux Video Theatre – serie TV, 2 episodi (1950-1957)
- Robert Montgomery Presents – serie TV, 4 episodi (1952-1954)
- Suspense – serie TV, 2 episodi (1952-1954)
- Studio One – serie TV, 3 episodi (1953-1956)
- The Goldbergs – serie TV, un episodio (1953)
- Man Against Crime – serie TV, 3 episodi (1953)
- You Are There – serie TV, 2 episodi (1954-1956)
- NBC Television Opera Theatre – serie TV, un episodio (1955)
- Producers' Showcase – serie TV, un episodio (1955)
- Crusader – serie TV, episodio 1x06 (1955)
- I Spy – serie TV, un episodio (1955)
- Gunsmoke – serie TV, 4 episodi (1956-1975)
- Dr. Hudson's Secret Journal – serie TV, un episodio (1956)
- Armstrong Circle Theatre – serie TV, un episodio (1956)
- Star Stage – serie TV, un episodio (1956)
- Sheriff of Cochise – serie TV, un episodio (1956)
- The Adventures of Hiram Holliday – serie TV, un episodio (1956)
- Telephone Time – serie TV, episodio 2x12 (1956)
- The Walter Winchell File – serie TV, un episodio (1957)
- Il tenente Ballinger (M Squad) – serie TV, un episodio (1957)
- The Restless Gun – serie TV, episodio 1x18 (1958)
- I racconti del West (Zane Grey Theater) – serie TV, un episodio (1958)
- Meet McGraw – serie TV, un episodio (1958)
- Trackdown – serie TV, 2 episodi (1958)
- Westinghouse Desilu Playhouse – serie TV, episodio 1x01 (1958)
- Behind Closed Doors – serie TV, 2 episodi (1958)
- Northwest Passage – serie TV, un episodio (1958)
- L'uomo ombra (The Thin Man) – serie TV, episodio 2x06 (1958)
- Have Gun - Will Travel – serie TV, 3 episodi (1959-1961)
- Gli uomini della prateria (Rawhide) – serie TV, 2 episodi (1959-1962)
- Perry Mason – serie TV, 4 episodi (1959-1964)
- Special Agent 7 – serie TV, un episodio (1959)
- Bat Masterson – serie TV, un episodio (1959)
- Ricercato vivo o morto (Wanted: Dead or Alive) – serie TV, episodio 1x30 (1959)
- The Third Man – serie TV, un episodio (1959)
- Markham – serie TV, un episodio (1959)
- The Lineup – serie TV, un episodio (1959)
- The Real McCoys – serie TV, un episodio (1959)
- Le grandi fiabe (Shirley Temple's Storybook) – serie TV, 2 episodi (1960-1961)
- Sugarfoot – serie TV, episodi 3x16-4x08 (1960-1961)
- Indirizzo permanente (77 Sunset Strip) – serie TV, 2 episodi (1960-1962)
- Lo sceriffo indiano (Law of the Plainsman) – serie TV, episodio 1x17 (1960)
- Hotel de Paree – serie TV, un episodio (1960)
- Johnny Ringo – serie TV, un episodio (1960)
- Bourbon Street Beat – serie TV, episodio 1x24 (1960)
- The Man from Blackhawk – serie TV, un episodio (1960)
- The Islanders – serie TV, un episodio (1960)
- Maverick – serie TV, episodio 4x19 (1961)
- Cheyenne – serie TV, un episodio (1961)
- Outlaws – serie TV, episodio 1x16 (1961)
- Scacco matto (Checkmate) – serie TV, episodio 2x08 (1961)
- Un equipaggio tutto matto (McHale's Navy) – serie TV, 7 episodi (1962-1964)
- Corruptors (Target: The Corruptors) – serie TV, episodio 1x15 (1962)
- Lotta senza quartiere (Cain's Hundred) – serie TV, un episodio (1962)
- Ai confini della realtà (The Twilight Zone) - serie TV, episodio 4x03 (1963)
- The Wide Country – serie TV, episodio 1x16 (1963)
- Il virginiano (The Virginian) – serie TV, episodio 1x30 (1963)
- Grindl – serie TV, un episodio (1963)
- Polvere di stelle (Bob Hope Presents the Chrysler Theatre) – serie TV, un episodio (1963)
- Organizzazione U.N.C.L.E. (The Man from U.N.C.L.E.) – serie TV, 2 episodi (1964-1966)
- Death Valley Days – serie TV, un episodio (1964)
- Viaggio in fondo al mare (Voyage to the Bottom of the Sea) – serie TV, un episodio (1964)
- Harris Against the World – serie TV, un episodio (1965)
- Daniel Boone – serie TV, un episodio (1965)
- Combat! – serie TV, un episodio (1965)
- Laredo – serie TV, 2 episodi (1966-1967)
- Insight – serie TV, un episodio (1966)
- Good Old Days – film TV (1966)
- I Monkees (The Monkees) – serie TV, un episodio (1966)
- Gli eroi di Hogan (Hogan's Heroes) – serie TV, un episodio (1966)
- I forti di Forte Coraggio (F Troop) – serie TV, un episodio (1966)
- Il Calabrone Verde (The Green Hornet) – serie TV, un episodio (1966)
- Tarzan – serie TV, episodi 1x18-2x21 (1967-1968)
- CBS Playhouse – serie TV, un episodio (1967)
- Johnny Belinda – film TV (1967)
- Garrison Commando (Garrison's Gorillas) – serie TV, un episodio (1967)
- Vita da strega (Bewitched) – serie TV, un episodio (1967)
- Al banco della difesa (Judd for the Defense) – serie TV, un episodio (1968)
- La terra dei giganti (Land of the Giants) – serie TV, un episodio (1969)
- Black Water Gold – film TV (1970)
- Paris 7000 – serie TV (1970)
- Uno sceriffo a New York (McCloud) – serie TV, un episodio (1972)
- Colombo (Columbo) – serie TV, 3x5 "Un killer venuto dal Vietnam" (1974)
- Apple's Way – serie TV, un episodio (1974)
- Marcus Welby (Marcus Welby, M.D.) – serie TV, un episodio (1974)
- Hawaii squadra cinque zero (Hawaii Five-O) – serie TV, un episodio (1974)
- Sierra – serie TV, un episodio (1974)
- Una famiglia americana (The Waltons) – serie TV, un episodio (1974)
- The Lady's Not for Burning – film TV (1974)
- Kung Fu – serie TV, un episodio (1975)
- Barbary Coast – serie TV, un episodio (1975)
- Switch – serie TV, 3 episodi (1976-1978)
- Ultimo indizio (Jigsaw John) – serie TV, un episodio (1976)
- Racconti della frontiera (The Quest) – serie TV, un episodio (1976)
- Delvecchio – serie TV, un episodio (1977)
- The Two-Five – film TV (1978)
- Project U.F.O. – serie TV, un episodio (1978)
- Starsky & Hutch (Starsky and Hutch) – serie TV, un episodio (1978)
- David Cassidy - Man Undercover – serie TV, un episodio (1978)
- Power – film TV (1980)
- Cuore e batticuore (Hart to Hart) – serie TV, un episodio (1980)
- CBS Library – serie TV, un episodio (1981)
- Drop-Out Father – film TV (1982)
- September Gun, regia di Don Taylor – film TV (1983)
- Mai dire sì (Remington Steele) – serie TV, un episodio (1984)
- Autostop per il cielo (Highway to Heaven) – serie TV, un episodio (1984)

## Doppiatori italiani
- Luigi Pavese in L'arma della gloria
- Emilio Cigoli in Il contrabbandiere
- Manlio Busoni in Geremia cane e spia